# Л-25
Л-25 — советский дизель-электрический подводный минный заградитель типа «Ленинец» серии XIII-1938. Не был достроен и в строй не вводился.

## История корабля
Лодка была заложена 23 октября 1938 года на заводе № 198 в Николаеве, заводской номер 355. 26 февраля 1941 года спущена на воду, к началу войны достраивалась, в августе 1941 года была отбуксирована на Кавказ. В декабре 1942 года строительство остановлено, законсервирована.
18 декабря 1944 года Л-25 была выведена на буксире маломощного рейдового буксира СП-31 из Очамчиры в Поти. Из-за шторма буксир оборвался, лодка двое суток дрейфовала в море. Посланный 19 декабря на спасательные работы отряд из СКР «Шквал» (командир Керенский П. А.) и двух катеров снова завел буксировочные концы, но мощности СКР не хватало против волны и скорость буксировки была почти нулевой. От буксировки разгерметизировались крышки торпедных аппаратов ПЛ. Катера сняли перегонный экипаж, лодка набирала воду, пока не затонула 20 декабря в 15 милях от мыса Пицунда на глубине 633 метра.